# Paul Seyffert
Paul Seyffert (* 18. Januar 1888; † 1915?) war ein deutscher Leichtathlet, der in den Jahren vor dem Ersten Weltkrieg als Läufer über 3000 Meter Hindernis erfolgreich war. Er startete für den SC Charlottenburg.
Seyffert gewann drei deutsche Meisterschaften in Folge: 1910 (10:27,4 min), 1911 (10:14,0 min) und 1912 (10:15,7 min). 1913 gab er im Finale auf. Seine Leistungen von 10:27,4 min am 26. August 1910 in Berlin und von 10:06,0 min am 30. Juli 1911 in Frankfurt am Main waren Weltbestleistungen, allerdings gab es vor 1954 keine einheitlichen Abmessungen der Hindernisse und deshalb keine offiziellen Weltrekorde.
Seyffert starb während des Ersten Weltkriegs.